# Gabriel I Báthory
Gabriel Báthory (15 de Agosto de 1589 – 27 de Outubro de 1613) foi Príncipe da Transilvânia de 1608 até à data da sua morte em 1613.

## Vida pessoal

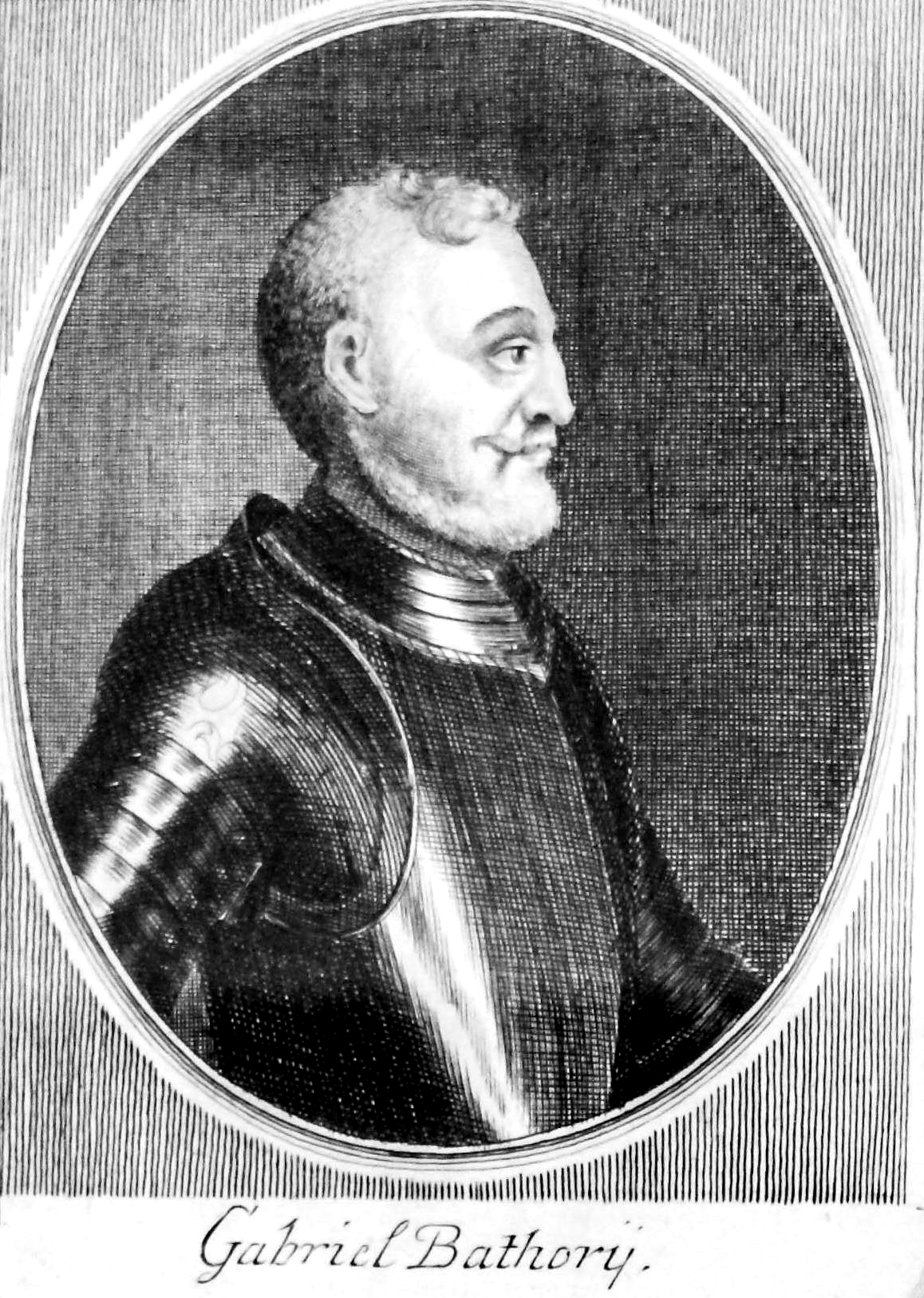
Retrato de Gabriel Báthory

Gabriel nasceu em Nagyvárad, no Reino da Hungria (hoje em dia Oradea, na Roménia). Filho de Stephen Báthory (1553-1601), da linhagem  da família Báthory, e da sua primeira esposa Susanna Berek de Pelsocz, que faleceu no ano de 1595. O seu tio Balthasar Báthory já havia reinado a Transilvânia no passado.
Quando Gabriel nasceu, o seu primo Sigismund havia tomado o poder na Transilvânia. No final do seu turbulento reinado a Transilvânia em 1601 caiu nas mãos dos Habsburgo, representados por um cruel governador, o militar Giorgio Basta.
Quando o comandante militar Stephen Bocskay liderou uma revolta contra o domínio dos Habsburgo, Gabriel lutou ao seu lado. Bocskay conduziu Basta para fora da Transilvânia e, em 1605, foi aclamado Príncipe da Transilvânia. Bocskay foi mais tarde reconhecido pelos Habsburgo no Tratado de Viena de 1606, mas morreu nesse mesmo ano.
Em data desconhecida antes de 1608, Gabriel casou-se com Anna Horváth de Palocsa. Não tiveram filhos.